# Onde (Marco Mengoni)
Onde (Sondr Remix) è un singolo del cantautore italiano Marco Mengoni, pubblicato il 2 giugno 2017 come unico estratto dal sesto EP Onde EP.

## Descrizione
Si tratta di una versione remixata dell'omonimo brano originariamente pubblicato nel secondo album dal vivo del cantante, Marco Mengoni Live. Il brano originale è stato scritto da Marco Mengoni e Niccolò Contessa, mentre la versione remixata è stata realizzata dai produttori londinesi Sondr.

## Video musicale
Il videoclip della canzone è stato pubblicato il 9 giugno 2017.

## Tracce
1. Onde (Sondr Remix) – 2:54

## Classifiche
| Classifica (2017) | Posizione massima |
| ----------------- | ----------------- |
| Italia            | 38                |